# (36852) 2000 SA124
2000 SA124 (asteroide 36852) é um asteroide da cintura principal. Possui uma excentricidade de 0.19101190 e uma inclinação de 8.29540º.
Este asteroide foi descoberto no dia 24 de setembro de 2000 por LINEAR em Socorro.